# Mario Mena
Mario Alberto Mena (Tarija, 28 de julio de 1928 - La Paz, 10 de junio de 2013) fue un futbolista boliviano que jugaba como delantero. Jugó para Bolivia en la Copa Mundial de Fútbol de 1950.

## Trayectoria
Nacido el 28 de julio de 1926 en Tarija, fue “socio” en el ataque de la Academia con Víctor Agustín Ugarte, “con quien se entendía a la perfección y habían marcado muchos goles”.
Sus cualidades le sirvieron para que fuera convocado a la selección, con la que jugó los Sudamericanos de 1953 y 1957.

## Selección nacional
También formó parte del equipo boliviano que el 22 de julio de 1953 se impuso a Perú 0-1, en la inauguración del estadio Nacional de Lima. Jugó en la selección nacional durante 10 años, su debut fue en 1949 y jugó 22 cotejos en la Verde anotando dos goles.

## Clubes
| Club         | País    | Año         |
| ------------ | ------- | ----------- |
| Royal Obrero | Bolivia | 1946        |
| Bolívar      | Bolivia | 1947 - 1962 |